# Roman Maikin
Roman Maikin né le 14 août 1990 à Saint-Pétersbourg, est un coureur cycliste russe.

## Biographie
Roman Maikin est contrôlé positif au fénotérol lors des championnats nationaux de 2013. Il explique le résultat du contrôle en raison d'un médicament qu'il prend pour soigner son asthme. Il est suspendu six mois.
Au printemps 2016 il remporte une étape du Tour d'Estonie. Au mois d'août il gagne la deuxième étape du Tour du Limousin devant les coureurs italiens Sonny Colbrelli et Francesco Gavazzi. Il s'octroie à cette occasion son second succès de la saison.
À la fin de l'année 2019, il est recruté par la nouvelle équipe continentale franco-cambodgienne Cambodia Cycling Academy.

## Palmarès et classements mondiaux

### Palmarès par année
- 2007
  - 2e du Circuito Cántabro Junior
- 2012
  - 2e du championnat de Russie du critérium
- 2014
  - 2e étape du Grand Prix de Sotchi
  - 3e du Tour de Toscane
- 2015
  - 3e étape du Tour de Kuban
  - 2e de Krasnodar-Anapa
  - 2e de la Coupe des Carpates
  - 2e du Grand Prix de Minsk
  - 3e de Maykop-Ulyap-Maykop
  - 3e du Mémorial Henryk Łasak
  - 3e de la Arnhem Veenendaal Classic
- 2016
  - 2e étape du Tour d'Estonie
  - 2e étape du Tour du Limousin
  - 2e du Tour d'Estonie
  - 3e du Tour d'Almaty
  - 3e du Grand Prix Jef Scherens
- 2018
  - 2e de Belgrade-Banja Luka
- 2020
  - 1re étape du Tour de Serbie
- 2021
  - 2e des Cinq anneaux de Moscou
- 2022
  - 2e et 4e étapes de la Ho Chi Minh City TV Cup
  - 2e de la Ho Chi Minh City TV Cup
  - 3e de la Friendship People North-Caucasus Stage Race
- 2023
  - 14e et 24e étapes de la HTV Cup
- 2024
  - 1re étape du Tour du lac Poyang (contre-la-montre par équipes)
  - Tour de Huangshan
    - Classement général
    - 2e étape

  - 3e étape du Tour de Zhaotong
- 2025
  - 1re étape de la Chengdu Tianfu Greenway Race (contre-la-montre par équipes)
  - 3e de la Chengdu Tianfu Greenway Race

### Classements mondiaux
| Année                                 | 2012 | 2013  | 2014 | 2015 | 2016 | 2017 | 2018 | 2019  | 2020  | 2021 | 2022 | 2023  | 2024  |
| ------------------------------------- | ---- | ----- | ---- | ---- | ---- | ---- | ---- | ----- | ----- | ---- | ---- | ----- | ----- |
| Classement mondial                    |      |       |      |      | 156e | 715e | 656e | 1037e | 1063e | 649e | nc   | 2067e | 1074e |
| UCI Europe Tour                       | 486e | 1034e | 155e | 42e  | 69e  | 435e | 395e | 743e  | 827e  | 519e | nc   | nc    | nc    |
| UCI Asia Tour                         | nc   | 315e  | nc   | nc   | 111e | nc   | nc   |       |       |      |      |       |       |
|                                       |      |       |      |      |      |      |      |       |       |      |      |       |       |
| Légende : nc = non classéSource : UCI |      |       |      |      |      |      |      |       |       |      |      |       |       |